# Vinäs
Vinäs este o arie protejată (arie specială de conservare — SAC, sit de importanță comunitară — SCI) din Suedia întinsă pe o suprafață de 94,9 ha, integral pe uscat.

## Localizare
Centrul sitului Vinäs este situat la coordonatele 58°02′54″N 16°25′47″E / 58.0482°N 16.4298°E.

## Înființare
Situl Vinäs a fost declarat sit de importanță comunitară în aprilie 2003 pentru a proteja 1 specie de plante. Situl a fost protejat și ca arie specială de conservare în martie 2011.

## Biodiversitate
Situată în ecoregiunea boreală, aria protejată conține 7 habitate naturale: Păduri fino-scandinave bogate în ierburi cu Picea abies, Pante stâncoase silicioase cu vegetație casmofită, Păduri caducifoliate de mlaștină fino-scandinave, Roci stâncoase cu vegetație pionieră de Sedo-Scleranthion sau Sedo albi-Veronicion dillenii, Taiga vestică, Păduri pe pante, grohotișuri și ravene de Tilio-Acerion, Păduri de stejar sau de stejar și carpen sub-atlantice și medio-europene de Carpinion betuli.
La baza desemnării sitului se află o specie protejată de  plante: Buxbaumia viridis.